# هیرویوکی تسوبوکاوا
هیرویوکی تسوبوکاوا (ژاپنی: 坪川 潤之؛ زادهٔ ۱۵ مهٔ ۱۹۹۷) یک بازیکن فوتبال اهل ژاپن است.
از باشگاه‌هایی که در آن بازی کرده‌است می‌توان به باشگاه فوتبال ناگانو پارسیرو اشاره کرد.